# Ukyō Katayama
Ukyō Katayama (片山 右京 Katayama Ukyō?) (Tokio, Japón; 29 de mayo de 1963) es un expiloto de automovilismo japonés. Participó en 97 Grandes Premios de Fórmula 1, debutando en 1992, y logró un total de cinco puntos en el mundial.

## Biografía
Comenzó a competir en Europa en 1986, aunque regresó a Japón para ganar Fórmula 3000 en 1991. Su patrocinador, Cabin Club, le facilitó un asiento en Fórmula 1 en 1992, en el equipo Larrousse, junto a Bertrand Gachot. Con un monoplaza poco fiable, característico de mitad de parrilla, y siendo el segundo piloto de la escudería, Katayama sorprendió llegando a correr en quinta posición durante el Gran Premio de Canadá, hasta que el motor se averió.
En 1993, pasó al equipo Tyrrell, pero la escudería pasaba por horas bajas, utilizando un monoplaza varios años por detrás del resto de equipos, y con un prototipo que no era competitivo. Su mejor posición fue el décimo lugar conseguido en el Gran Premio de Hungría, en un año en que atrajo más la atención por sus accidentes que por sus buenas actuaciones.
En 1994, la situación cambió en Tyrrell. Con el nuevo monoplaza, logró dos quintos y un sexto puesto. También consiguió gran rendimiento en las calificaciones y llegó a marchar tercero en el Gran Premio de Alemania. Por lo general, consiguió superar a su compañero de equipo, Mark Blundell, mucho más experimentado.

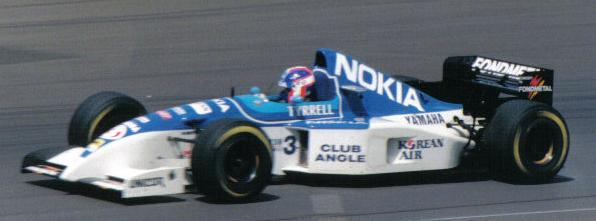
Katayama conduciendo el Tyrrell de 1995 en el Gran Premio de Gran Bretaña.

Permaneció en Tyrrell durante dos temporadas más, pero su estado de forma bajó, consiguiendo como mejores resultados dos séptimos puestos. Durante estos años, Katayama recuperó el hábito de accidentes que había tenido en temporadas anteriores, llegando a dar una vuelta de campana en el Gran Premio de Portugal de 1995. Además, al ser de baja estatura, se vio perjudicado por las reformas realizadas en los monoplazas en cuanto a seguridad, a raíz del accidente mortal de Ayrton Senna. Más tarde, se sabría que a finales de 1994, Katayama había sido diagnosticado un cáncer en la espalda, que aunque no era agresivo, era doloroso. Esto no se anunció hasta su retirada oficial de la Fórmula 1, ya que el piloto japonés no deseaba que nadie le excusara por simpatía.
Tras abandonar Tyrrell, Katayama pasó a Minardi para la temporada 1997, donde no logró buenos resultados. En el Gran Premio de Japón de 1997, se produjo el anuncio de su retirada.
Katayama era famoso en el paddock por su inquebrantable servidumbre y su sentido del humor ("Es posible hacerlo mejor con este monoplaza; ¡el único problema es mi conducción!").
Tras su retirada de la Fórmula 1, aún famoso y muy querido en su tierra natal, Katayama ha permanecido ligado al mundo del motor en competiciones de deportivos y GT. Ha participado varias veces en las 24 Horas de Le Mans (2.º en 1999 con un Toyota) y ha disputado el París-Dakar en tres ocasiones (2002, 2005 y 2007).

## Resultados

### Fórmula 3000 Japonesa
| Año  | Equipo                        | 1       | 2       | 3       | 4       | 5       | 6      | 7      | 8       | 9       | 10      | 11    | Pos. | Puntos |
| ---- | ----------------------------- | ------- | ------- | ------- | ------- | ------- | ------ | ------ | ------- | ------- | ------- | ----- | ---- | ------ |
| 1988 | BA-TSU RACING TEAM            | SUZ 11  | FUJ Ret | MIN Ret | SUZ 7   | SUG 5   | FUJ 8  | SUZ 12 | SUZ Ret |         |         |       | 11°  | 2      |
| 1989 | Footwork FORMULA              | SUZ 9   | FUJ Ret | MIN     | SUZ Ret | SUG Ret | FUJ 15 | SUZ 18 | SUZ 7   |         |         |       | NC   | 0      |
| 1990 | CABIN RACING TEAM with HEROES | SUZ Ret | FUJ 3   | MIN 5   | SUZ Ret | SUG 12  | FUJ 5  | FUJ 2  | SUZ 3   | FUJ Ret | SUZ DSQ |       | 5°   | 18     |
| 1991 | CABIN RACING TEAM with HEROES | SUZ 1   | AUT 4   | FUJ 9   | MIN Ret | SUZ 1   | SUG 6  | FUJ 2  | SUZ 2   | FUJ C   | SUZ 10  | FUJ 2 | 1°   | 40     |

### Fórmula 1
(Clave) (negrita indica pole position) (cursiva indica vuelta rápida)

| Año  | Escudería                      | 1       | 2       | 3       | 4       | 5       | 6        | 7       | 8       | 9       | 10      | 11      | 12      | 13      | 14      | 15      | 16      | 17      | Pos. | Puntos |
| ---- | ------------------------------ | ------- | ------- | ------- | ------- | ------- | -------- | ------- | ------- | ------- | ------- | ------- | ------- | ------- | ------- | ------- | ------- | ------- | ---- | ------ |
| 1992 | Central Park Venturi Larrousse | RSA 12  | MEX 12  | BRA 9   | ESP DNQ | SMR Ret | MON DNPQ | CAN Ret | FRA Ret | GBR Ret | GER Ret | HUN Ret | BEL 17  | ITA 9   | POR Ret | JPN 11  | AUS Ret |         | NC   | 0      |
| 1993 | Tyrrell Racing Organisation    | RSA Ret | BRA Ret | EUR Ret | SMR Ret | ESP Ret | MON Ret  | CAN 17  | FRA Ret | GBR 13  | GER Ret | HUN 10  | BEL 15  | ITA 14  | POR Ret | JPN Ret | AUS Ret |         | NC   | 0      |
| 1994 | Tyrrell Racing Organisation    | BRA 5   | PAC Ret | SMR 5   | MON Ret | ESP Ret | CAN Ret  | FRA Ret | GBR 6   | GER Ret | HUN Ret | BEL Ret | ITA Ret | POR Ret | EUR 7   | JPN Ret | AUS Ret |         | 17°  | 5      |
| 1995 | Nokia Tyrrell Yamaha           | BRA Ret | ARG 8   | SMR Ret | ESP Ret | MON Ret | CAN Ret  | FRA Ret | GBR Ret | GER 7   | HUN Ret | BEL Ret | ITA 10  | POR Ret | EUR     | PAC 14  | JPN Ret | AUS Ret | NC   | 0      |
| 1996 | Tyrrell Yamaha                 | AUS 11  | BRA 9   | ARG Ret | EUR DSQ | SMR Ret | MON Ret  | ESP Ret | CAN Ret | FRA Ret | GBR Ret | GER Ret | HUN 7   | BEL 8   | ITA 10  | POR 12  | JPN Ret |         | NC   | 0      |
| 1997 | Minardi Team                   | AUS Ret | BRA 18  | ARG Ret | SMR 11  | MON 10  | ESP Ret  | CAN Ret | FRA 11  | GBR Ret | GER Ret | HUN 10  | BEL 14  | ITA Ret | AUT 11  | LUX Ret | JPN Ret | EUR 17  | NC   | 0      |

### 24 Horas de Le Mans

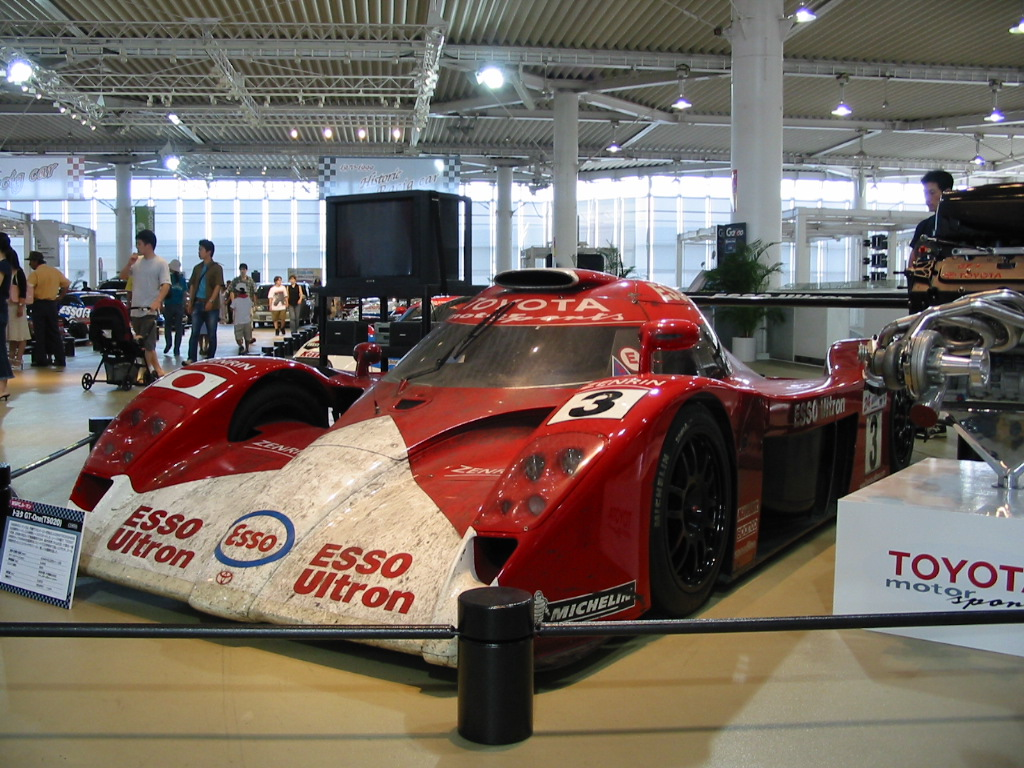
El Toyota GT-One de Katayama empleado en las 24 Horas de Le Mans de 1999.

| Año  | Clase  | N.º | Neu. | Automóvil                                      | Equipo                                | Compañeros                     | Vueltas | Pos. | Clas. Pos. |
| ---- | ------ | --- | ---- | ---------------------------------------------- | ------------------------------------- | ------------------------------ | ------- | ---- | ---------- |
| 1988 | C1     | 30  | M    | Courage C22 Porsche Type-935 2.8L Turbo Flat-6 | Courage Compétition                   | Paul Belmondo François Migault | 66      | DNF  | DNF        |
| 1992 | C1     | 7   | G    | Toyota TS010 Toyota RV10 3.5L V10              | Toyota Team Tom's                     | Geoff Lees David Brabham       | 192     | DNF  | DNF        |
| 1998 | GT1    | 27  | M    | Toyota GT-One Toyota R36V 3.6L Turbo V8        | Toyota Motorsports Toyota Team Europe | Toshio Suzuki Keiichi Tsuchiya | 326     | 9.º  | 8.º        |
| 1999 | LMGTP  | 3   | M    | Toyota GT-One Toyota R36V 3.6L Turbo V8        | Toyota Motorsports Toyota Team Europe | Keiichi Tsuchiya Toshio Suzuki | 364     | 2º   | 1º         |
| 2002 | LMP900 | 18  | M    | Courage C60 Peugeot A32 3.2L Turbo V6          | Pescarolo Sport                       | Éric Hélary Stéphane Ortelli   | 144     | DNF  | DNF        |
| 2003 | LMP900 | 9   | Y    | Dome S101 Mugen MF408S 4.0L V8                 | Kondo Racing                          | Masahiko Kondo Ryo Fukuda      | 322     | 13.º | 8.º        |

### Rally Dakar
| Año     | Categoría | Vehículo | Posición | Etapas |
| ------- | --------- | -------- | -------- | ------ |
| 2002    | Coches    | Toyota   | 40.º     | -      |
| 2003    | Coches    | Toyota   | Ret.     | -      |
| 2004    | Coches    | Toyota   | Ret.     | -      |
| 2005    | Coches    | Toyota   | 30.º     | -      |
| 2007    | Coches    | Toyota   | 68.º     | -      |
| 2009    | Coches    | Toyota   | Ret.     | -      |
| Fuente: |           |          |          |        |

## Ciclismo
Ukyō Katayama, fue ciclista profesional con el equipo Utsunomiya Blitzen durante las temporadas 2010 y 2011. 
Tras abandonar el ciclismo como corredor profesional, siguió ligado a este deporte y creó en la temporada 2012 el Team Ukyo para participar en los Circuitos Continentales UCI. Katayama actúa como mánager, y está apoyado por Shuichi Inoue y Tadahiko Kuwabara

## Escalada
Otra de las grandes pasiones de Katayama es la escalada donde trató de hacer el ascenso al Everest, pero no tuvo éxito ya que tuvo que regresar al campamento base a tan solo una docena de metros de la cumbre. 
Ha hecho cima en el Denali, el Kilimanjaro, el monte Vison y en varios picos del Himalaya. 
En diciembre de 2009, Katayama escapó de la muerte en el monte Fuji, cuando en un ascenso a dicha cima, con una temperatura de -25°, dos empleados de su compañía, fallecieron, pero Katayama pudo lanzar un SOS y fue rescatado por un helicóptero de la policía de Shizuoka a 2200 metros.